# Llista de pintors de l'antiga Grècia
A continuació es presenta una llista dels pintors de l'antiga Grècia més destacats.
| Índex A B C D E F G H I J K L M N O P Q R S T U V W X Y Z |

## A
- Aeció (pintor)
- Agatarc de Samos
- Aglaofont
- Alcímac
- Alexandre d'Atenes (pintor)
- Amfíon
- Anaxandra
- Andròcides de Cízic
- Antídot (pintor)
- Antífil d'Egipte
- Antòrides
- Apaturi d'Alabanda
- Apel·les de Colofó
- Apol·lodor d'Atenes (pintor)
- Aridices
- Aregont
- Aristàreta
- Aristodem (pintor)
- Aristodem de Cària
- Aristolau
- Aristobul (pintor)
- Aristoclides (pintor)
- Aristofont (pintor)
- Aristòmenes de Tasos
- Aristonides
- Aristó (pintor)
- Artemó (pintor)
- Asclepiodor (pintor)
- Atenió (pintor)

## B
- Bularc

## C
- Càl·licles (pintor)
- Cal·lifont de Samos
- Cefisodor (pintor)
- Cimó de Cleones
- Cleantes de Corint
- Cleofant (pintor)
- Ctesidem
- Ctesíloc
- Cídies (pintor)

## D
- Damòfil (pintor)
- Demetri (pintor)
- Demòfil d'Himera
- Dionisi (pintor)
- Dionisi de Colofó
- Diores
- Doroteu (pintor)
- Dínies (pintor)

## E
- Epictet (decorador)
- Equíon (pintor)
- Erígon
- Eufrànor d'Atenes
- Èumares
- Eupomp
- Eutímides (pintor)
- Euxènides (pintor)
- Evantes (pintor)
- Evènor d'Efes

## F
- Fasis (pintor)
- Filoxen d'Erètria
- Filòcares

## H
- Hipeu

## I
- Iaia de Cízic
- Ideu

## L
- Leont (pintor)

## M
- Menestrat (pintor)

## N
- Nicofanes (pintor)
- Nicòmac de Tebes
- Nícies (pintor)

## O
- Ofelió (pintor)
- Olbiades
- Omfalió
- Onates d'Egina

## P
- Panè
- Parrasi
- Pàsies
- Pausó
- Perseu (pintor)
- Plistènet
- Polignot
- Piraic
- Protògenes de Rodes
- Pàmfil d'Amfípolis
- Pàusies

## S
- Sil·lax
- Sòcrates (pintor)
- Sòpolis (pintor)

## T
- Tales de Sició
- Taurisc (pintor)
- Telèfanes de Sició
- Teor (pintor)
- Teodor de Samos (pintor)
- Teó de Samos
- Timantes
- Timàreta
- Timòmac de Bizanci

## Z
- Zeuxip d'Heraclea
- Zeuxis d'Heraclea